# .401 Winchester Self-Loading

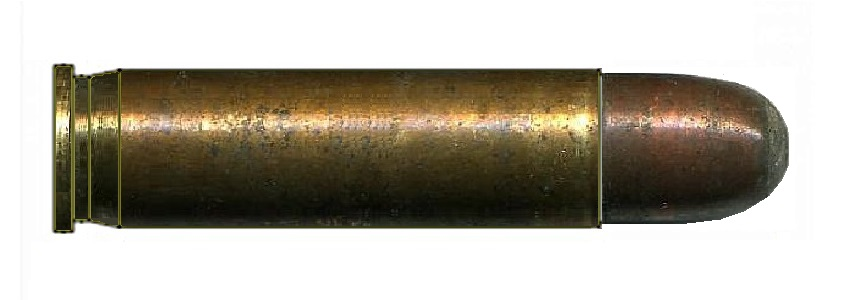
O cartucho .401 Winchester Self-Loading.

O .401 Winchester Self-Loading (também chamado .401 SL ou .401 WSL) é um cartucho de fogo central para rifle, com aro em formato "cilíndrico", projetado para uso em rifles semiautomáticos pela Winchester Repeating Arms Company em 1910.  

## Descrição e Performance

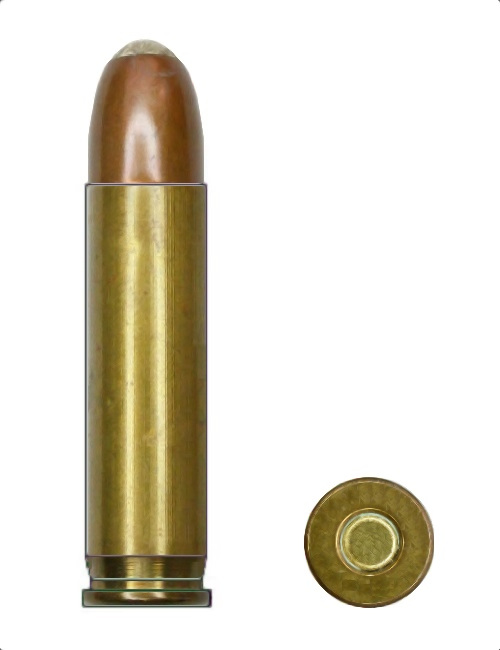
O .401 WSL.

A Winchester introduziu o .401 SL como cartucho padrão para o rifle semiautomático Winchester '10 como um complemento do Winchester '07 que usava .351SL em sua oferta de rifles automáticos de alta potência. Essa combinação Winchester Model 1910 / cartucho .401 SL foi usada pela França, Rússia e forças de segurança americanas na Primeira Guerra Mundial.
Como cartucho de caça, O .401 SL provou ser poderoso o suficiente para cervos e outros animais grandes em distâncias abaixo de 150 jardas (137 metros). Balas de 200 grãos (13,0 gramas) e 250 grãos (16,2 gramas) foram oferecidos pela Winchester e outros fabricantes de munições como carregamentos de fábrica. Com carregadores destacáveis extras disponíveis contendo 4 tiros cada, o "Model '10", poderia fornecer muito poder de fogo para o caçador de caça maior. Esse recurso ajudou a promover o uso do .401 SL para caça de animais perigosos, como alces e ursos pardos, apesar da falta de designs de bala de expansão controlada, que sem dúvida teriam melhorado o desempenho de abate e a subsequente reputação do cartucho .401 SL.
O .401 SL é de tamanho semelhante ao mais recente .41 Remington Magnum; mas o cartucho de rifle de carregamento automático mais longo produziu uma energia de cano de 2.000 libras-pé (2.700 J) com uma bala de 200 grãos (13 g), enquanto o revólver magnum é creditado com uma energia de cano de 790 pés libras de força (1.070 J) com uma bala de 210 grãos (14 g). A comparação do revólver .41 Rem magnum não é inteiramente relevante, no entanto, uma vez que em uma carabina o mesmo cartucho geralmente pelo menos dobra sua energia em relação à versão de cano muito mais curto.

## Dimensões

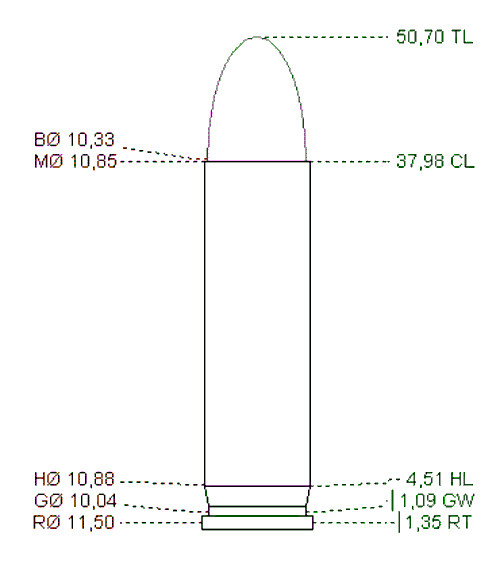